# Köhlbrandbrücke
A Köhlbrandbrücke a hamburgi kikötő területén ível át az Elba folyó Köhlbrand nevű mellékága fölött. A híd a 7-es számú német autópálya részeként 1974 óta köti össze a folyótól nyugatra elterülő konténerterminálokat a kelet felé vezető autópályákkal.

## Szerkezet
A 3618 méter hosszú Köhlbrandbrücke jelenleg Németország második leghosszabb hídja. Az óriási műszaki létesítmény három részre tagolódik:
- Keleten egy 2500 méter hosszú, rámpaszerűen magasodó feszített vasbeton hídszerkezet, amelyet 12 láb tart.
- A Köhlbrand fölötti 520 méteres nyílású függőhíd
- Nyugaton egy 1048 méter hosszú, rámpaszerűen alacsonyodó, feszített vasbeton hídszerkezet, amelyet 19 pillér támaszt alá.

A Köhlbrand fölötti függőhidat 88 legyezőszerűen széttartó 10 cm átmérőjű acélkábel tartja, amelyeket a 135 méteres magasságot elérő pilonokhoz rögzítettek. A híd főnyílásának magassága az átlagos dagályideji vízszint fölötti 53 méter, így a legnagyobb tengerjáró hajók is vízállástól függetlenül képesek áthaladni a híd alatt. A híd legnagyobb lejtése 4%.
A híd építéséhez 81 000 m³ betont és 12 700 tonna acélt használtak fel. A négy éven át tartó építés összesen 160 millió márkát emésztett fel.
Magassága miatt a Köhlbrandbrücke Hamburg majd' minden helyéről látható és egyike a város modern jelképeinek.

## A híd forgalma
A hídon átvezető autópálya négy forgalmi sávját naponta kb. 35 000 gépjármű használja. Ezeknek majd harmada teherautó, amelyek a híd környékén fekvő terminálokhoz szállítanak árut, főként konténereket, exportra szánt személyautókat és hagyományos darabárút.
A hidat a kerékpárosok és gyalogosok nem használhatják. A gyalogosok számára a Köhlbrandbrücke-t mindössze kétszer, a megnyitó napján és a átadásának 25. évfordulóján nyitották meg. A kerékpárosok a hamburgi autómentes napokon és a híres Vattenfall Cyclassics kerékpárverseny alkalmával használhatják. A híd legmagasabb pontja ilyenkor a verseny legmagasabb pontjának felel meg. Az elmúlt években szilveszter napján az autóforgalmat a hídon leállították.

A híd főként az 1-es és a 7-es autópálya forgalmát szolgálja ki. Városszerte jól kitáblázott, minden városrészből könnyen megközelíthető.

## Története és jövője
A híd megépítése előtt a köhlbrand nyugati partjait túlterhelt kompjáratokkal kötötték a városhoz, azonban ezek egyre kevésbé tudták a növekvő forgalmat kiszolgálni. Ezért a város egy tengeri hajóforgalmat is lehetővé tevő magashíd megépítése mellett döntött.
A Köhlbrandbrückét 1974. szeptember 20-án nyitotta meg Walter Scheel, az NSZK akkori elnöke. A megnyitás napján több mint 600 000 hamburgi vágott neki gyalog, hogy a hidat bejárja. A megnyitó alkalmából a város 100 000 emlékérmet bocsátott ki, amelyet gyorsan szétkapkodtak. Már 1979-ben neki kellett kezdeni a korrózió által megrongált elemek cseréjének.
1998. február 20-án a holland "Rotterdam" úszódaru áthaladás közben megrongálta a hídszerkezetet. Az vontatóhajó vezetője figyelmetlenségből vontatta a túlméretes darut a hídnak. A baleset során keletkezett méteres lyukakat csak a híd többhetes lezárása során sikerült kijavítani.
A 2000-es évtized során az Elba Köhlbrandbrücke fölötti szakaszán nagyszabású kikötőfejlesztés zajlott le. Európa egyik legmodernebb konténertermináljához a Köhlbrandbrücke alatt átkelve juthatnak el a hajók. A hajóméretek azonban a következő évtizedben várhatóan tovább növekednek majd, így a híd túl alacsonynak bizonyulhat. 2007. január 12-én a német sajtóban a híd várható lebontásáról jelentek meg cikkek. A hamburgi gazdasági szenátor is elismerte, hogy legkésőbb 2020-ig új átkelőhelyet kell majd építeni a Köhlbrand fölött és a jelenlegi hidat el kell bontani. Az új hídnak a jelenleginél mintegy 20 méterrel magasabbnak kell lennie.

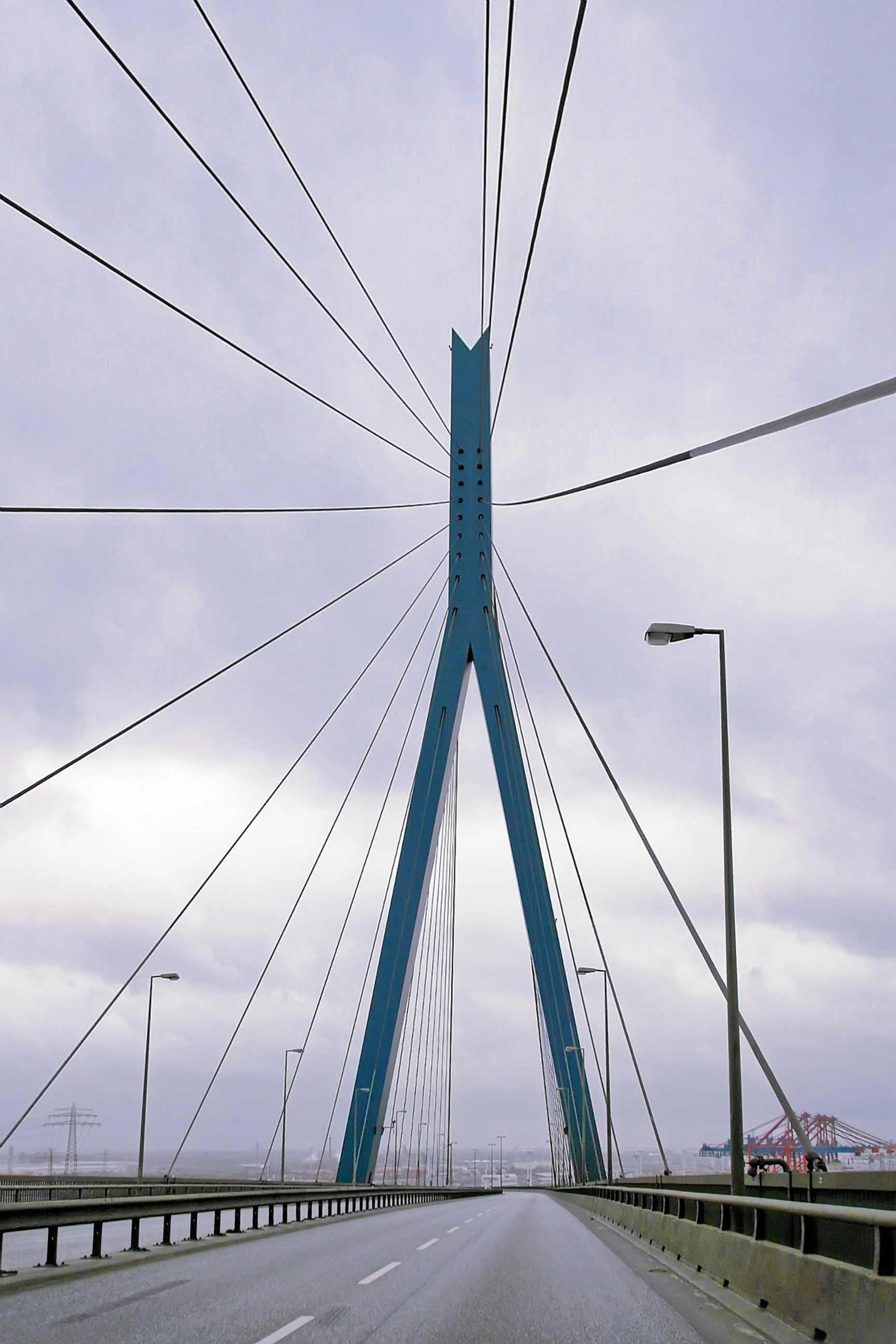
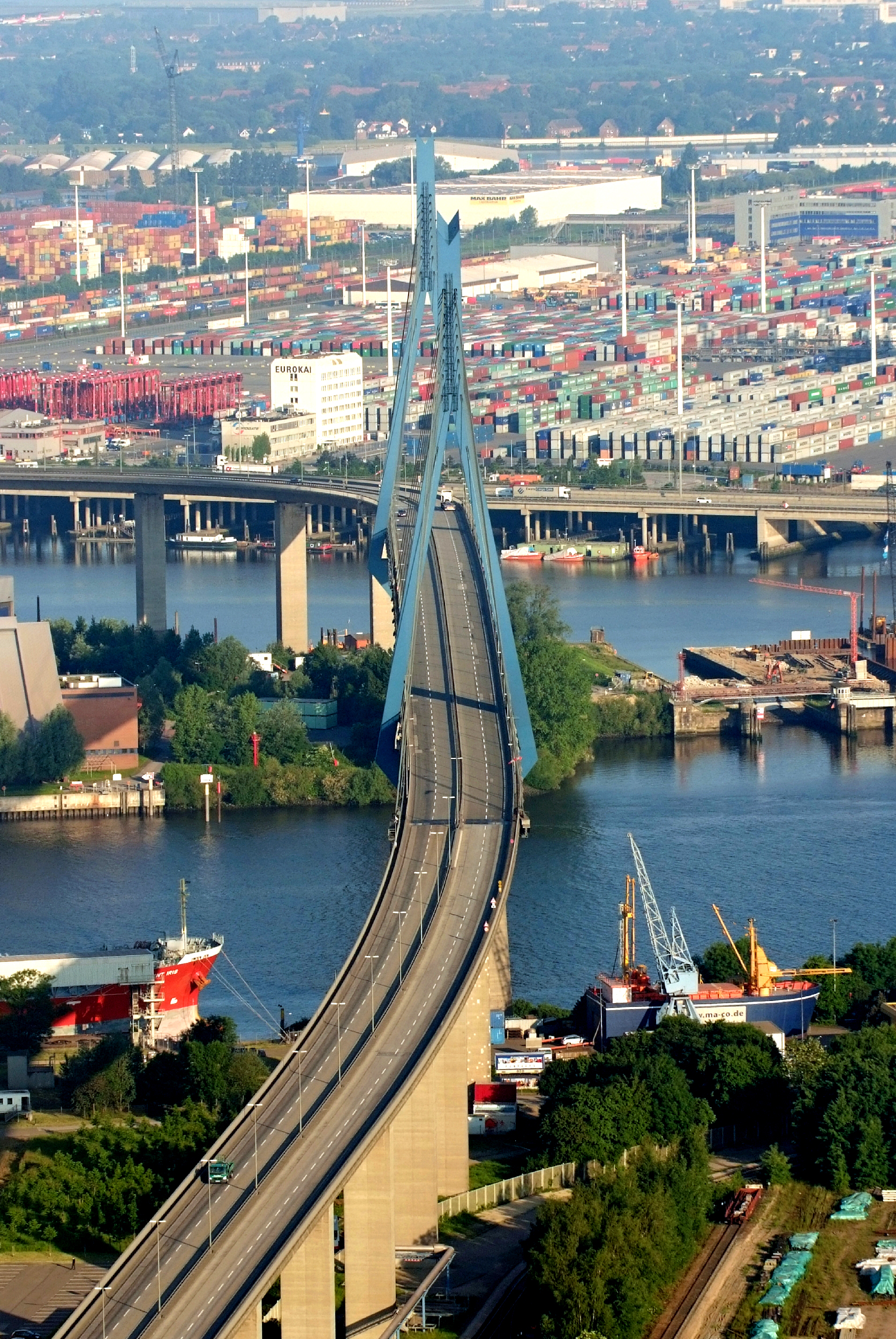
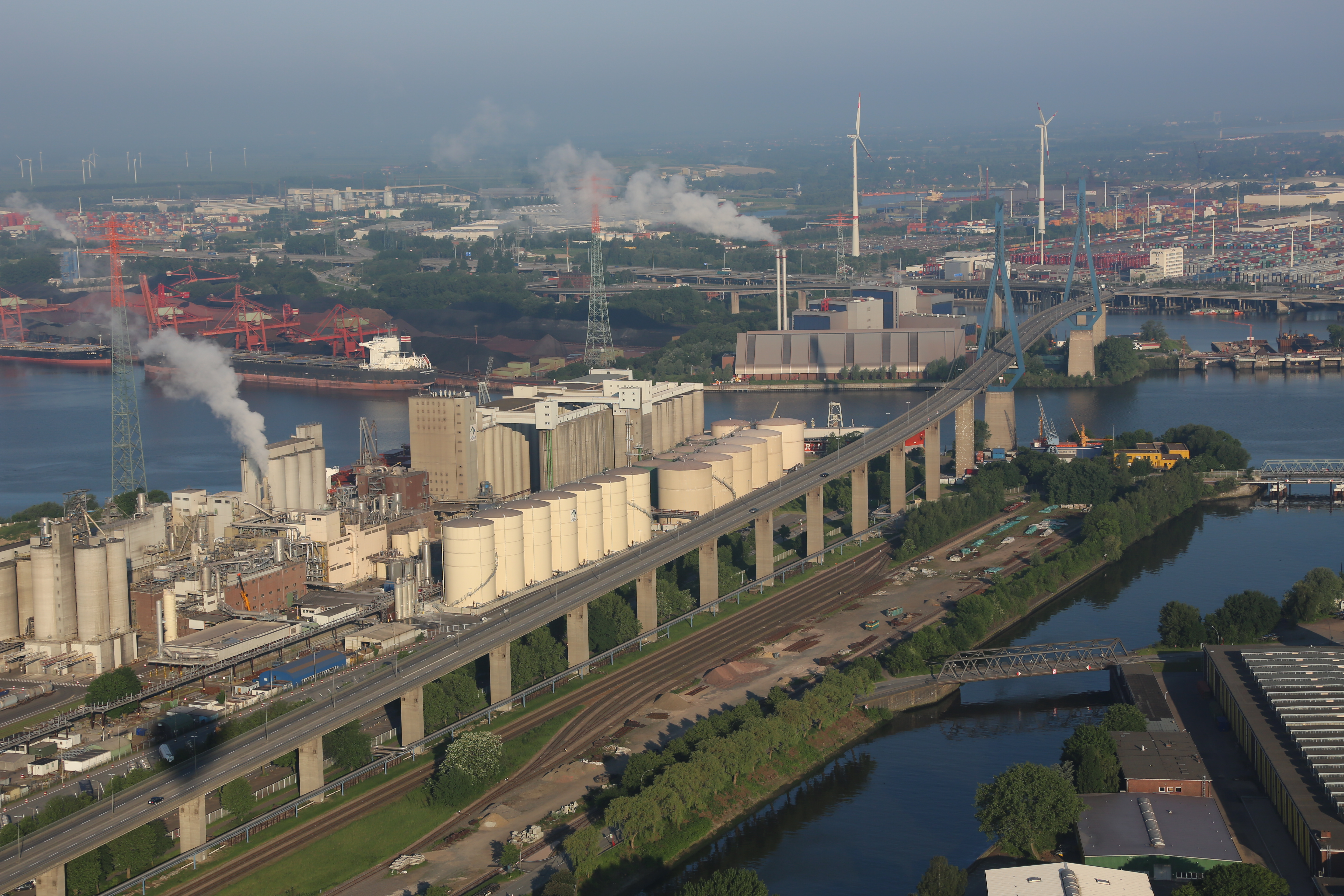